# BTS
I BTS (방탄소년단?, 防彈少年團?, Bangtan SonyeondanLR, Pangt'an SonyǒndanMR), conosciuti anche come Bangtan Boys, sono un gruppo musicale K-pop sudcoreano formatosi a Seul nel 2013 e composto da RM, Jin, Suga, J-Hope, Jimin, V e Jung Kook.
La band ha esordito il 13 giugno 2013 con il single album 2 Cool 4 Skool, incentrato sui pregiudizi della società nei confronti dei giovani, e con le opere successive ha consolidato la propria reputazione di gruppo socialmente consapevole. Nella loro musica, di stampo hip-hop, abbracciano un'ampia gamma di generi ed esplorano temi differenti, dalle ansie scolastiche alla situazione sociale, dalla salute mentale all'amor proprio. Nel 2017 hanno introdotto il k-pop nel mercato mainstream statunitense, diventando in seguito il primo artista sudcoreano a raggiungere sia la vetta della Billboard 200, che della Billboard Hot 100. Nel 2020 e nel 2021 sono stati il primo artista per numero di vendite a livello mondiale secondo la IFPI.
I BTS sono gli artisti più venduti in Corea del Sud, con oltre 44,9 milioni di dischi fisici dall'esordio al maggio 2023, e Map of the Soul: 7 (2020) è il disco più venduto nella storia della musica sudcoreana. Hanno contribuito a rivitalizzare sia l'industria musicale globale sia l'economia sudcoreana, concorrendo indirettamente per oltre 5,5 bilioni di won (lo 0,3%) al PIL annuale grazie a concerti e contratti di endorsement.
Premiati sin dagli esordi con diversi riconoscimenti, tra cui l'Innovator Award dal Wall Street Journal per il loro contributo in campo musicale, hanno ottenuto tra i tanti anche 52 MAMA Award, 40 Melon Music Award, 32 Circle Chart Music Award, 31 Golden Disc Award, 28 Seoul Music Award, 12 Billboard Music Awards e 9 American Music Award, e sono stati il primo gruppo pop della Corea del Sud a ricevere una nomination ai Grammy Award. Il 24 ottobre 2018 il Presidente della Corea del Sud ha conferito loro l'Ordine al merito culturale per aver collaborato alla diffusione della cultura coreana nel mondo, mentre nel 2020 sono stati insigniti del premio James A. Van Fleet per il contributo dato alla promozione dei rapporti tra Corea del Sud e Stati Uniti.

## Etimologia
BTS è un acronimo, ideato dai fan stranieri, del nome coreano del gruppo "Bangtan Sonyeondan", che si traduce con "gruppo di ragazzi/boy scout a prova di proiettile": esso implica «bloccare stereotipi, critiche e aspettative che, come proiettili, mirano agli adolescenti, preservando i loro valori», ed è stato creato pensando all'idea che la gioventù contemporanea necessitasse di «un eroe che, anche senza dire una parola, possa offrirle una spalla su cui appoggiarsi». In giapponese sono invece conosciuti come "Bōdan Shōnendan" (防弾少年団?). Nel luglio 2017 è stato annunciato che "Beyond The Scene" era diventato l'acronimo inverso di BTS per rispecchiare il cambiamento di significato che il nome aveva assunto nei quattro anni trascorsi dal debutto.; la nuova brand identity ha dato alla sigla "BTS" l'accezione di "ritratto della gioventù che cresce", per indicare che i membri della band stavano "superando le realtà che si ritrovavano ad affrontare", e ha ricevuto il premio per la miglior brand identity agli iF Product Design Award 2018. Entrambi i significati del loro nome si riflettono nelle tematiche musicali affrontate dai BTS.

## Storia

### 2010-2014: formazione e primi anni
La band iniziò a prendere forma nel 2010, quando il rapper Sleepy fece sentire al produttore Pdogg della Big Hit Entertainment alcune demo di Kim Nam-joon (RM), uno studente sedicenne attivo sulla scena hip-hop underground. Colpito dalla sua abilità nel rap, Pdogg ne parlò all'AD della compagnia, Bang Si-hyuk, il quale, dopo aver ascoltato Kim, decise di formare una crew hip-hop, il primo gruppo maschile della Big Hit, e gli offrì un contratto. Bang prese in considerazione diversi nomi per il gruppo, come Big Kidz e Young Nation, prima di optare per l'espressione coreana "Bangtan Sonyeondan", "boyscout antiproiettile"; l'abbreviazione "BTS" nacque in un secondo momento, creata dai fan stranieri. Nel 2011, la Big Hit si ritrovò in difficoltà finanziarie che portarono Bang a ripensarli come un più tradizionale gruppo idol, nella speranza che i fandom appassionati di cui questi godevano e l'opportunità di diversificare le entrate grazie ai concerti ovviassero ai mancati guadagni causati dal declino delle vendite di album, non compensabili dall'ancora acerba industria dello streaming. Le radici hip-hop vennero conservate, ma in seguito al cambio di direzione alcuni membri già confermati rinunciarono al loro posto nei BTS, e della formazione originale restarono soltanto RM, il rapper indie Min Yoon-gi (Suga) e il ballerino underground Jung Ho-seok (J-Hope), ai quali furono aggiunti quattro cantanti: lo studente di recitazione Kim Seok-jin (Jin), avvicinato da un talent scout; il tredicenne Jeon Jung-kook (Jung Kook), notato dopo aver fallito le selezioni del talent Superstar K; Kim Tae-hyung (V), che superò i provini a Taegu, e Park Ji-min (Jimin), che entrò nell'agenzia a maggio 2012. Complessivamente, la Big Hit vagliò una trentina di candidati tra il 2010 e il 2013. Prima di debuttare, il settetto iniziò a farsi conoscere online pubblicando remix e mixtape inediti autoprodotti incentrati sulle difficoltà dei giovani sudcoreani.

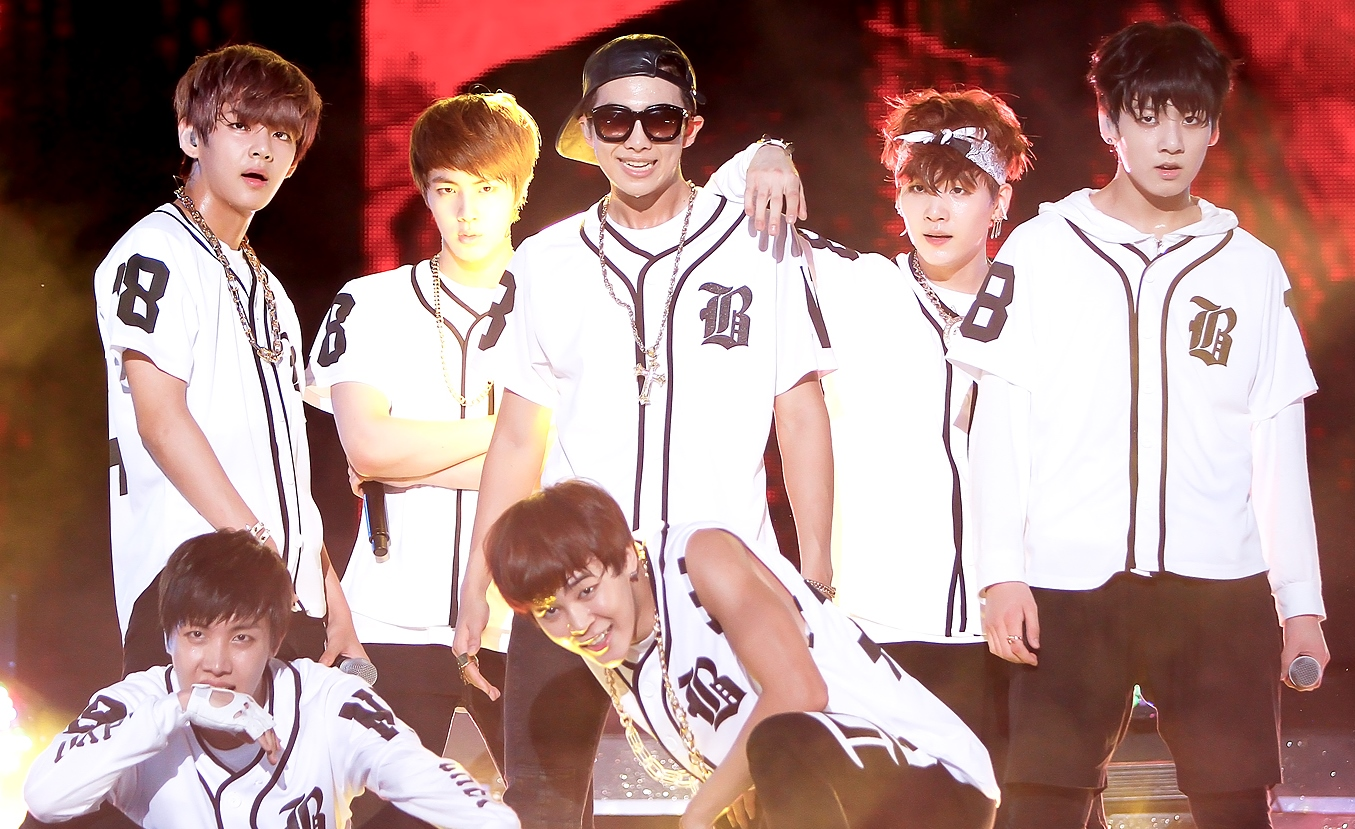
I BTS all'Incheon Music Center, settembre 2013.

Il 12 giugno 2013 uscì il single album d'esordio 2 Cool 4 Skool, primo capitolo della "trilogia scolastica", continuata tre mesi dopo dall'EP O!RUL8,2? e caratterizzata da un sound old school hip-hop e da testi sui sogni e le frustrazioni degli studenti. Nessuna delle due opere riscosse molto successo, ottenendo risultati modesti nelle classifiche locali, ma a fine anno furono scelti come Migliori esordienti a Melon Music Award, Golden Disc Award e Seoul Music Award. Skool Luv Affair, il capitolo conclusivo della serie uscito a febbraio 2014, fece crescere la loro popolarità in Corea del Sud, raggiungendo la vetta della Gaon Chart; entrò anche nella statunitense Billboard World Albums Chart al terzo posto. Il 23 aprile fecero il loro ingresso nel mercato nipponico con la compilation 2 Cool 4 Skool/O!RUL8,2?.

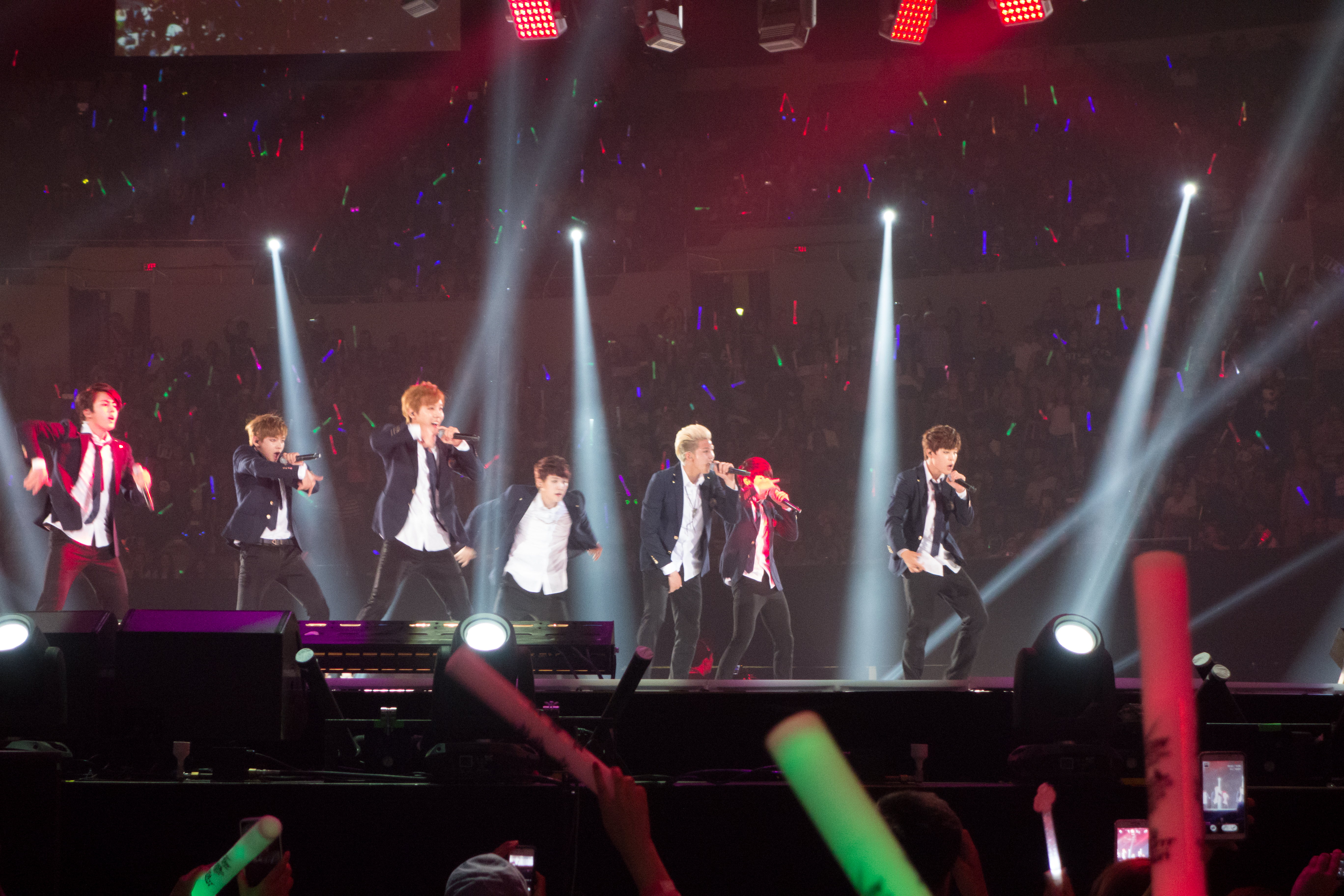
I BTS al Kcon di Los Angeles, 10 agosto 2014.

Il 14 giugno i BTS presero parte al festival Bridge to Korea in Russia, giudicando una competizione di cover di balli K-pop ed esibendosi davanti a diecimila persone, dopodiché volarono a Los Angeles per registrare il nuovo album e seguire contemporaneamente un boot camp sull'hip-hop con Coolio e Warren G, documentato nel reality American Hustle Life, che si concluse il 14 luglio con il loro primo concerto negli Stati Uniti, al Troubadour di West Hollywood, per 200 spettatori non paganti. Mentre in Corea la messa in onda del programma suscitò reazioni derisorie, in particolare all'interno della comunità underground, che li criticò per l'adozione dell'hip-hop nonostante fossero degli idol, in America contribuì a farli conoscere al pubblico, e la loro esibizione al Kcon di Los Angeles venne accolta calorosamente dai presenti, attirando l'attenzione della stampa locale. Dopo uno showcase al Blue Square di Hannam-dong, il 20 agosto uscì il primo album in studio Dark & Wild, che non ottenne il successo sperato, vendendo, nel corso dell'anno, solo 14 000 copie in più rispetto a Skool Luv Affair. Il gruppo si risollevò dal flop della title track Danger promuovendo una canzone diversa, War of Hormone, che si allineava maggiormente ai gusti dell'industria K-pop in voga ai tempi, e dal 17 al 19 ottobre tenne, all'AX-Korea Hall di Seul, la prima tappa del loro primo tour internazionale di concerti, il BTS Live Trilogy Episode II: The Red Bullet. Il 24 dicembre fu pubblicato il primo album giapponese Wake Up, promosso a febbraio da una serie di concerti nell'arcipelago.

### 2015-2016:The Most Beautiful Moment in LifeeWings
Il 28 e il 29 marzo 2015 venne organizzato il loro secondo concerto in Sud Corea, BTS Live Trilogy – Episode I: BTS Begins, che andò sold out in due minuti e li portò davanti a 6 500 fan.
Per la serie di dischi successiva, i BTS cambiarono significativamente sound e immagine. L'hip-hop diventò solo uno dei loro aspetti musicali e, volendo esprimere la bellezza e le ansie della "gioventù", abbandonarono l'immagine aggressiva e mascolina degli inizi. Il video di I Need U diventò disponibile il 29 aprile, lo stesso giorno dell'uscita del terzo EP The Most Beautiful Moment in Life, Pt. 1, che fu indicato da Fuse come uno dei ventisette migliori album della prima metà dell'anno. I Need U fu la loro prima canzone nella top 5 coreana e con essa ottennero il primo trofeo ad un programma musicale. Del disco fu poi pubblicizzata Dope: nella classifica sudcoreana si fermò alla posizione 44, ma diventò il loro primo video musicale a raccogliere 100 milioni di visualizzazioni su YouTube. Il 17 giugno uscì il quarto singolo giapponese For You, mentre il tour mondiale The Red Bullet terminò a Hong Kong il 29 agosto.

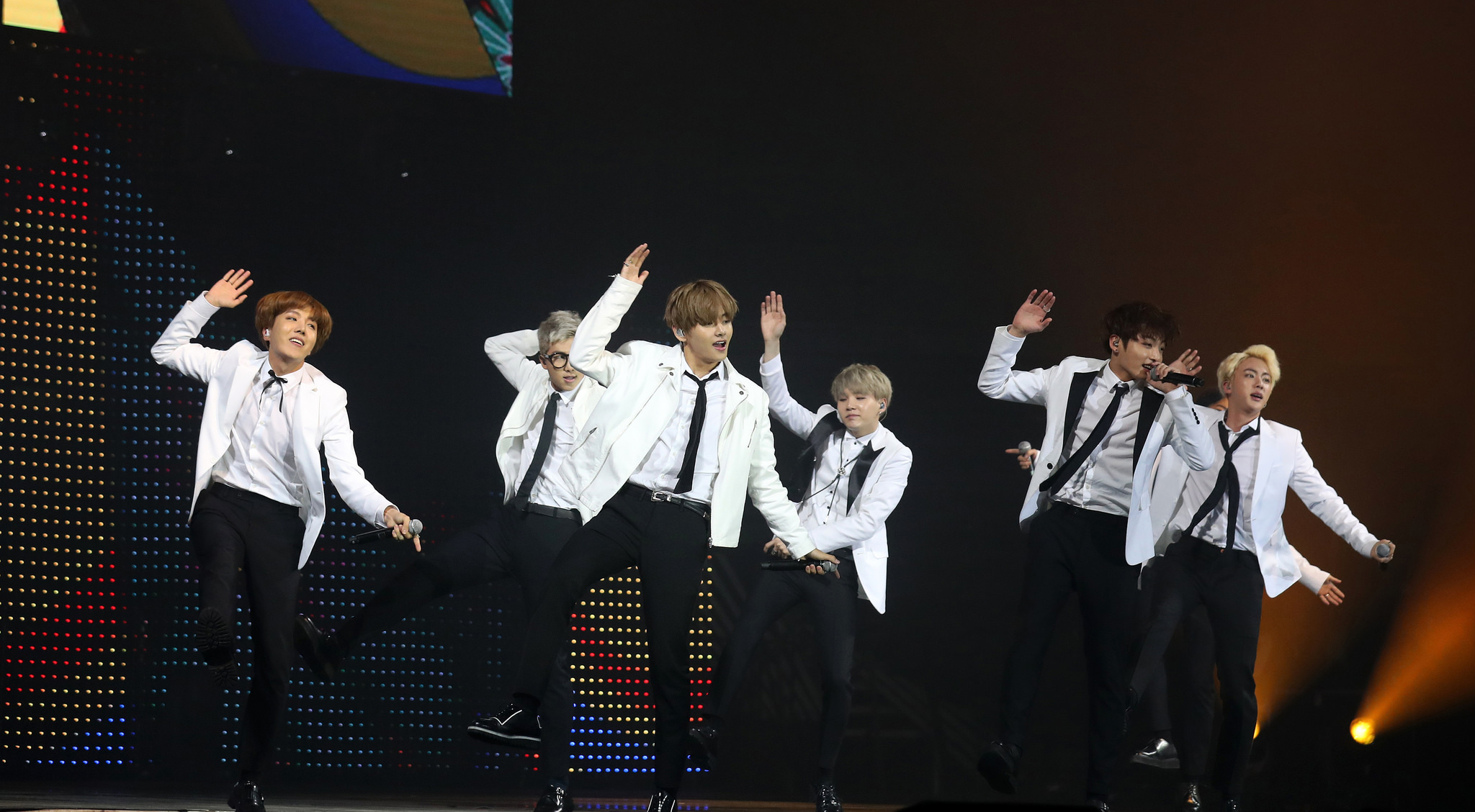
I BTS al Kcon di Parigi, 2 giugno 2016.

A novembre il gruppo lanciò la tournée The Most Beautiful Moment in Life: On Stage e il 29 dello stesso mese uscì l'EP The Most Beautiful Moment in Life, Pt. 2. Esso rimase in vetta alla classifica Billboard World Albums per più settimane, rendendoli i primi artisti K-pop a conseguire tale risultato, e segnò il loro primo ingresso nella Billboard 200, con un picco alla 171ª posizione. Come conclusione della serie, il 2 maggio 2016 venne pubblicata la raccolta The Most Beautiful Moment in Life: Young Forever, considerata dal critico Kim Young-dae un passo in avanti chiave della loro carriera, dotata di un'attrattiva popolare pur mantenendo il sound e l'energia giovanile grezza caratteristici del gruppo. The Most Beautiful Moment in Life: Young Forever fece vincere ai BTS il loro primo premio importante, quello di Album dell'anno ai Melon Music Award. La raccolta fu promossa da due giorni di concerti all'Olympic Gymnastics Arena, dopodiché il gruppo iniziò The Most Beautiful Moment in Life On Stage: Epilogue, la tappa asiatica del tour che vendette 144.000 biglietti, e aprì i Kcon di Los Angeles e New York in estate.

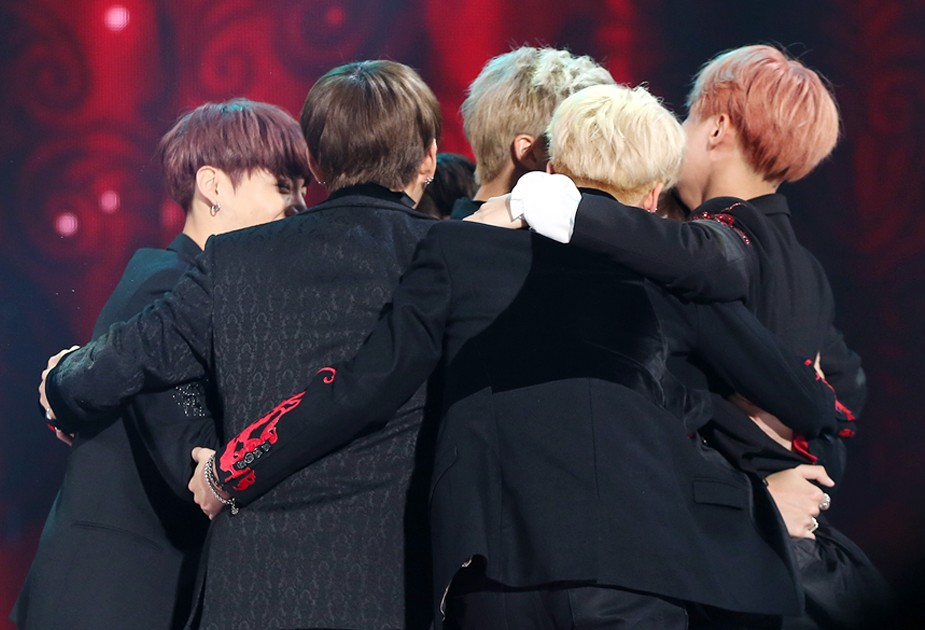
I BTS festeggiano la vittoria di Album dell'anno ai Melon Music Award, 19 novembre 2016.

Il 7 settembre venne pubblicato l'album in giapponese Youth, mentre il 10 ottobre fu la volta del secondo album in studio coreano Wings, indicato da Rolling Stone come "uno degli album pop concettualmente e sonoramente più ambiziosi del 2016". Trainato dal successo della lead track Blood Sweat & Tears, la loro prima hit a raggiungere la cima della Gaon Digital Chart, Wings fu il primo disco coreano a entrare nella Official Albums Chart, segnando il miglior piazzamento di sempre per un disco K-pop sulla Billboard 200 (in posizione 26), e diventando l'album più venduto dell'anno in Corea del Sud, con oltre 770.000 copie.
Il 2 dicembre, i BTS vinsero il premio di Artisti dell'anno agli Mnet Asian Music Award, diventando i primi musicisti non provenienti da una delle tre maggiori agenzie di talenti coreane (SM, YG e JYP Entertainment) ad aggiudicarsi il riconoscimento.

### 2017:You Never Walk Alonee inizio diLove Yourself

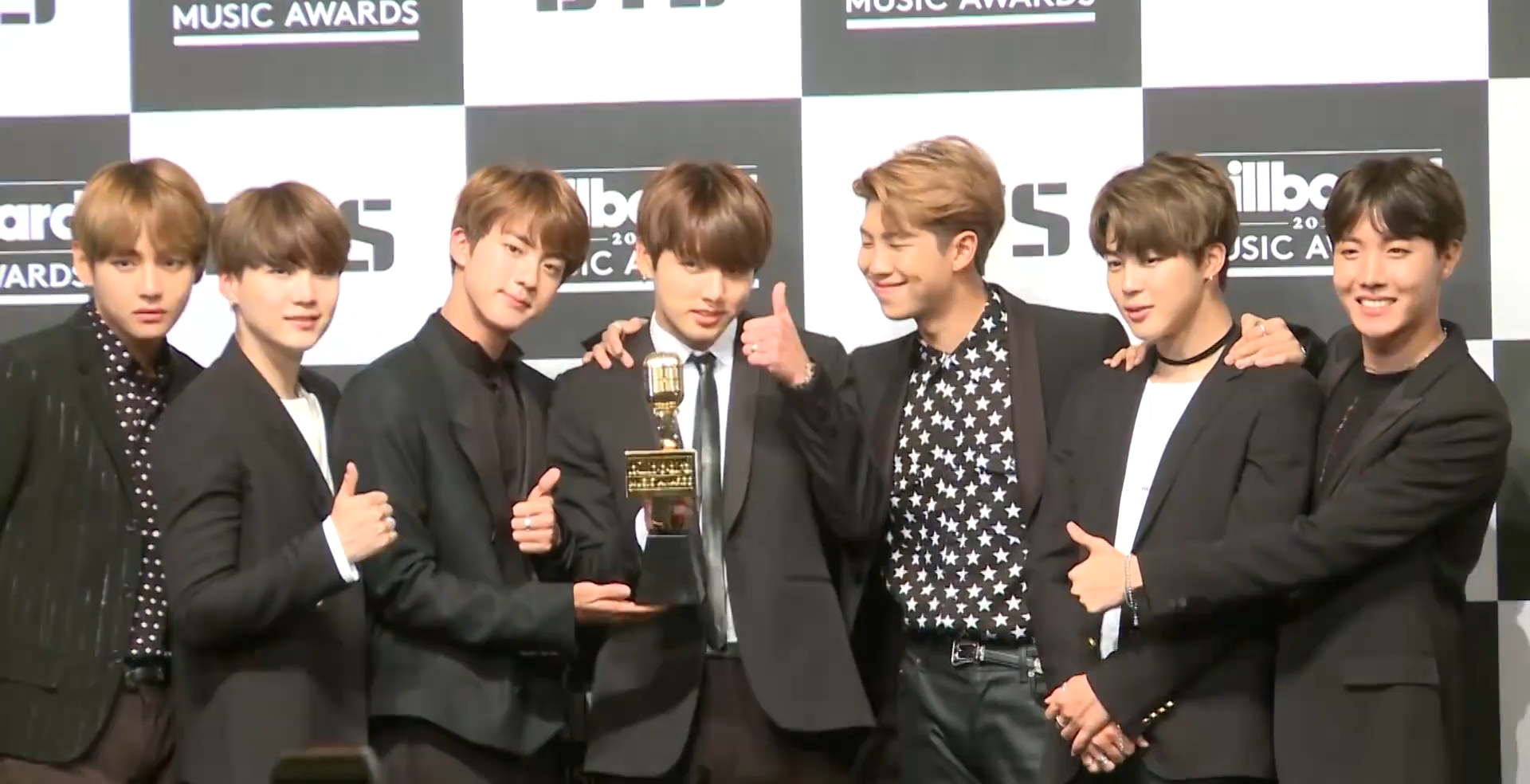
I BTS con il trofeo Top Social Artist dei Billboard Music Award, 29 maggio 2017.

Il 13 febbraio 2017 i BTS ripubblicarono Wings intitolandolo You Never Walk Alone, la cui lead track inedita Spring Day si piazzò al 15º posto della Bubbling Under Hot 100 pur senza alcun supporto promozionale negli Stati Uniti. Intanto cominciarono il 2017 BTS Live Trilogy Episode III: The Wings Tour, che da febbraio a dicembre raggiunse 550.000 fan. Con i biglietti per la tappa nordamericana che andarono esauriti in pochi minuti, diventarono il primo artista K-pop a fare sold out nelle arene statunitensi. Il 21 maggio vinsero il premio di Top Social Artist ai Billboard Music Awards, diventando i primi coreani ad aggiudicarsi un riconoscimento di Billboard. Celebrando i venticinque anni di carriera dell'icona della musica coreana Seo Taiji, il 4 luglio pubblicarono un rifacimento del classico del 1995 Come Back Home dei Seo Taiji and Boys e furono ospiti speciali al concerto di Seo allo Stadio olimpico di Seul a settembre.
Dopo aver rappresentato la crescita e la tentazione in Wings e la consolazione in You Never Walk Alone, il settetto cominciò la nuova serie Love Yourself sull'amor proprio. Il 18 settembre uscì l'EP Her, considerato da RM uno dei principali punti di svolta della loro carriera. L'apripista DNA fu il loro primo brano a entrare nella Billboard Hot 100, rendendoli la prima boy band K-pop e il secondo artista coreano dopo Psy a farlo con un pezzo prevalentemente nella propria lingua madre. Realizzando un picco al 67º posto, DNA diventò la canzone di un gruppo K-pop con il miglior piazzamento di sempre nella Billboard Hot 100 fino a quel momento; in seguito venne certificata disco d'oro dalla RIAA, un primato per un artista sudcoreano. Love Yourself: Her vendette oltre 1,2 milioni di copie in Corea nel corso del primo mese, conseguendo le vendite mensili più alte da Chapter 4 dei GOD (2001).

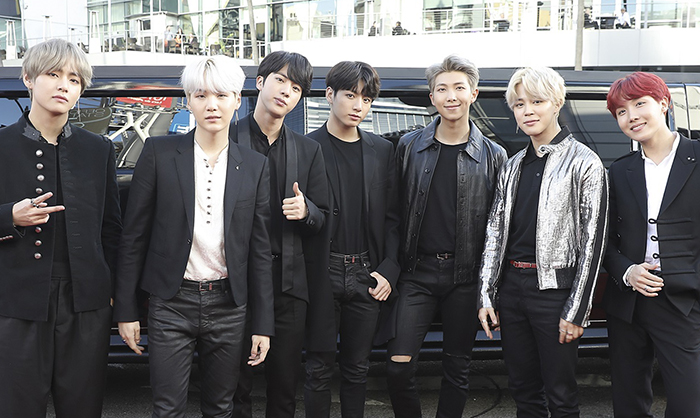
I BTS agli American Music Award, 19 novembre 2017.

Il 19 novembre i BTS si esibirono agli American Music Award, facendosi conoscere a livello internazionale. La performance ottenne molto risalto su social e media, e in concomitanza venne comunicato il loro ingresso nel Guinness dei primati come gruppo musicale con il maggior numero di interazioni su Twitter. Il 24 novembre uscì un remix di Mic Drop, una delle tracce di Love Yourself: Her, realizzato con Steve Aoki e Desiigner, che li fece diventare il primo gruppo sudcoreano ad ottenere la certificazione platino dalla RIAA. Il 6 dicembre pubblicarono l'ottavo singolo giapponese Mic Drop/DNA/Crystal Snow, e intanto diventarono i primi a vincere per due anni di fila il premio di Artista dell'anno agli Mnet Asian Music Award.

### 2018: fine diLove Yourselfe tour mondiale
Il 4 aprile 2018 uscì l'album giapponese Face Yourself, mentre il 18 maggio pubblicarono il terzo album in studio coreano Love Yourself: Tear, in congiunzione con la vittoria, per il secondo anno consecutivo, del premio di Top Social Artist ai Billboard Music Award, alla cui cerimonia del 20 maggio fecero la prima esibizione televisiva della nuova canzone Fake Love. Essa si piazzò decima nella Billboard Hot 100, il nuovo primato per un gruppo coreano, e fu il diciassettesimo brano non in inglese ad aver mai raggiunto la top 10, il primo di un gruppo K-pop. Love Yourself: Tear diventò il primo disco ad essere certificato Million dalla KMCA, mentre negli Stati Uniti fu la prima opera di un coreano a raggiungere la vetta della Billboard 200 e la meglio classificata di sempre di un asiatico.
Il 24 agosto il gruppo concluse la serie Love Yourself con la raccolta Love Yourself: Answer, che Billboard definì "una magnum opus che pochi altri artisti, boy band o meno, possano mai sperare di raggiungere". L'album esordì in prima posizione nella Billboard 200 e diventò il primo album coreano ad essere certificato oro dalla RIAA, mentre in Corea infranse nuovamente il record di disco più venduto mensilmente nella storia della Gaon Chart.
In concomitanza con l'uscita di Love Yourself: Answer, la band iniziò il tour mondiale Love Yourself allo Stadio olimpico di Seul. Con la sosta finale della tappa americana diventarono i primi coreani ad esibirsi in uno stadio statunitense, il Citi Field di New York, i cui 40.000 biglietti terminarono in meno di venti minuti, e il tour fu il secondo più venduto dell'anno dopo quello di Ed Sheeran. Il 24 settembre tennero un discorso alla 73ª Assemblea generale delle Nazioni Unite per il lancio della campagna UNICEF "Generation Unlimited" per fornire educazione di qualità ai giovani. Il 16 ottobre fu pubblicato il singolo giapponese Fake Love/Airplane pt. 2, mentre il 25 ottobre parteciparono a Waste It on Me di Steve Aoki, il loro primo brano interamente in inglese. A ottobre rinnovarono i loro contratti con la Big Hit per altri sette anni.

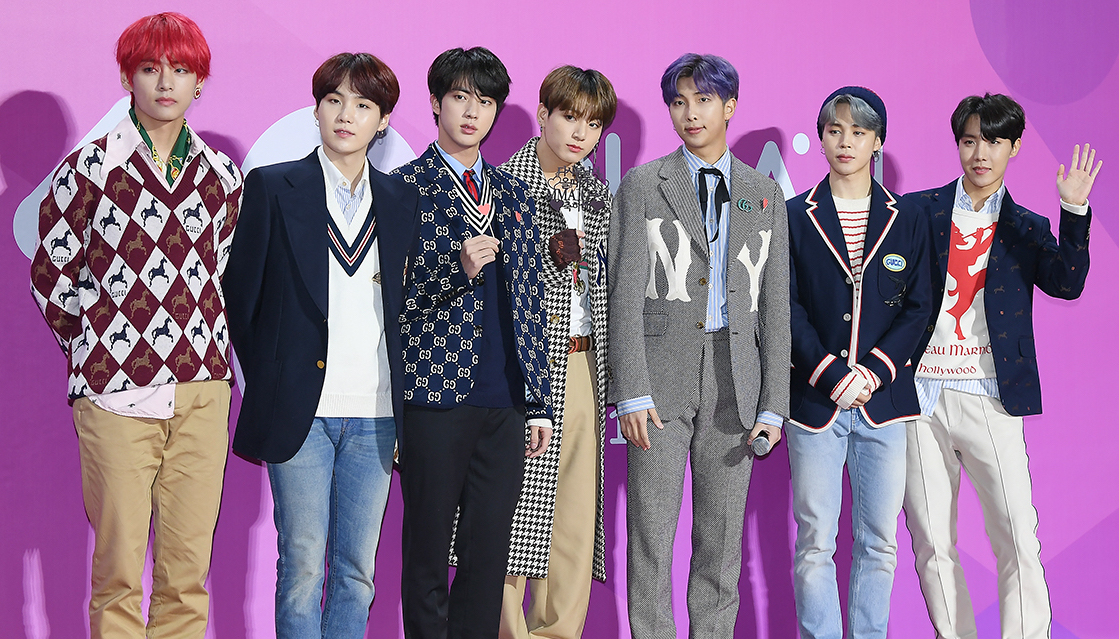
I BTS ai Melon Music Award, 1 dicembre 2018.

Agli inizi di novembre, il programma musicale giapponese Music Station cancellò la loro esibizione per via di una T-shirt raffigurante il fungo atomico dei bombardamenti del 1945 indossata nel 2017. Il gesto fu considerato dai cronisti una conseguenza delle tensioni tra Corea e Giappone intorno alla questione delle donne di conforto. Nel corso del mese, l'organizzazione per i diritti umani degli ebrei Simon Wiesenthal Center (SWC) affermò che i BTS dovessero delle scuse per la maglia, un cappello e delle bandiere con la svastica utilizzati in passato. La Big Hit Entertainment pubblicò delle scuse ufficiali, spiegando che i vestiti non erano intesi a ferire le vittime, e che le bandiere erano servite da metafora dell'autoritarismo vigente nel sistema scolastico coreano, impegnandosi a prevenire altri errori simili. Le scuse furono accettate sia dal SWC sia dall'Associazione coreana per le vittime della bomba atomica.
A fine 2018 i BTS si aggiudicarono tre premi come Artista dell'anno, ai Genie Music Award, ai Melon Music Award e, per il terzo anno consecutivo, agli Mnet Asian Music Award. Figurarono nella Bloomberg 50 per "la disponibilità a parlare di tematiche sociali, salute mentale e politica nonostante appartengano ad un genere spesso dipinto come bubblegum pop", e la IFPI li collocò secondi nella classifica annuale degli artisti con più vendite a livello globale. Secondo la federazione, Love Yourself: Answer e Love Yourself: Tear furono, rispettivamente, il secondo e il terzo disco più venduti al mondo per il 2018. Il gruppo vendette complessivamente 5 milioni di dischi in Corea durante l'anno, tanti quanti quelli distribuiti nel quadriennio precedente.

### 2019:Map of the Soul: Persona

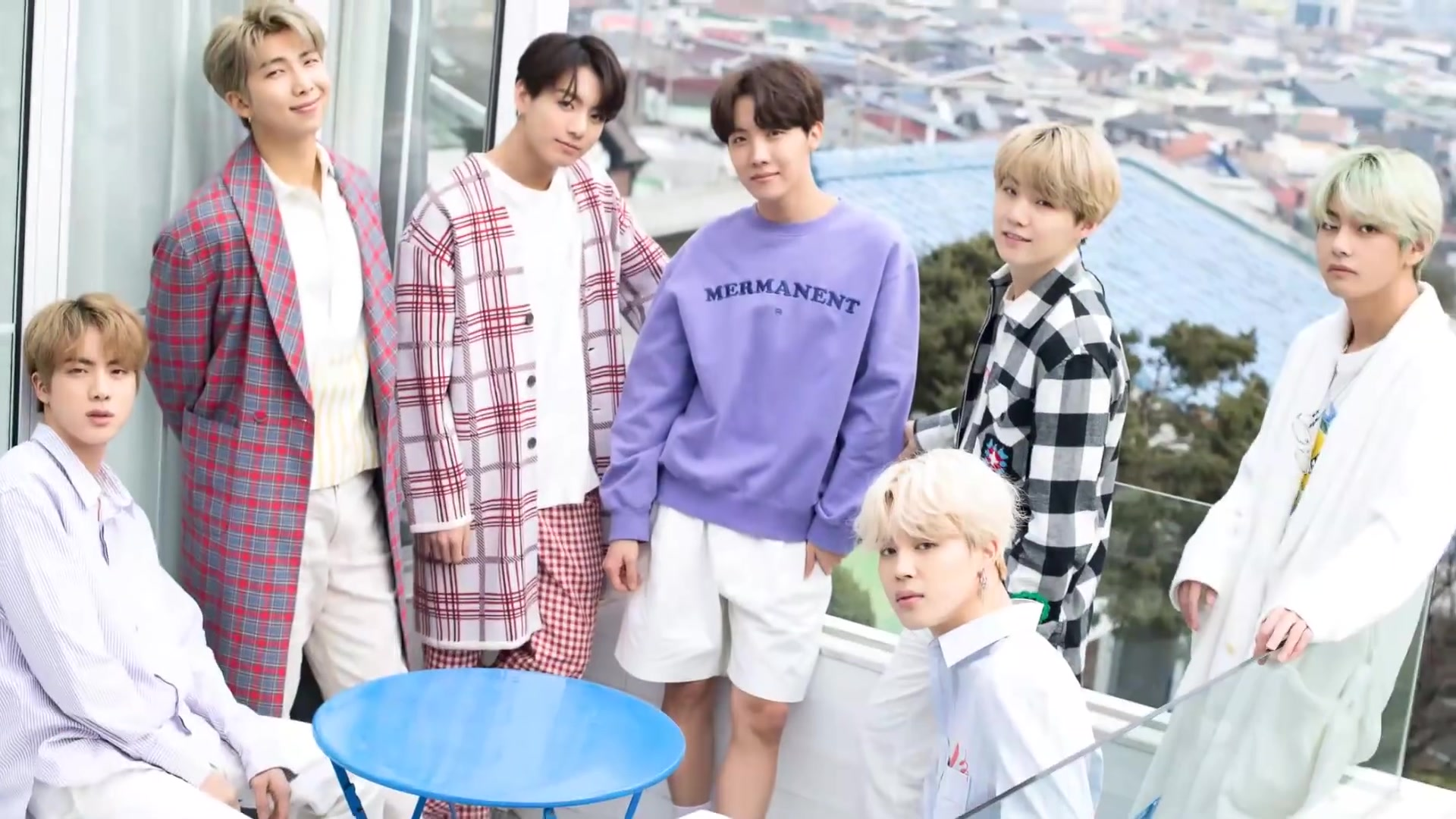
I BTS a febbraio 2019.

Il 10 febbraio 2019 i BTS annunciarono e consegnarono il premio di miglior album R&B alla 61ª edizione dei Grammy Awards. L'apparizione venne seguita dal loro ingresso nella Recording Academy come membri ufficiali. In aprile furono nominati nella lista Time 100 delle persone più influenti del 2019.
Il 12 aprile uscì il sesto EP Map of the Soul: Persona, che li rese i primi sudcoreani ad arrivare in vetta alle classifiche sia nel Regno Unito che in Australia. Diventò il loro terzo disco consecutivo a piazzarsi in prima posizione sulla Billboard 200 e il terzo in undici mesi, risultato che li fece diventare il primo gruppo ad ottenere tre numeri 1 in meno di un anno dal 1996; ad agosto ricevette la certificazione oro dalla RIAA, mentre in Corea del Sud diventò l'album più venduto di sempre con oltre 3,2 milioni di copie in un mese. La prima esibizione del brano apripista di Persona, una collaborazione con la cantante statunitense Halsey intitolata Boy with Luv, avvenne il 13 aprile a Saturday Night Live; l'apparizione del gruppo fu una delle più attese nella storia del programma. Boy with Luv esordì all'ottava posizione della Billboard Hot 100, la più alta nella storia per un gruppo coreano, e a giugno fu certificata platino dalla RIAA.

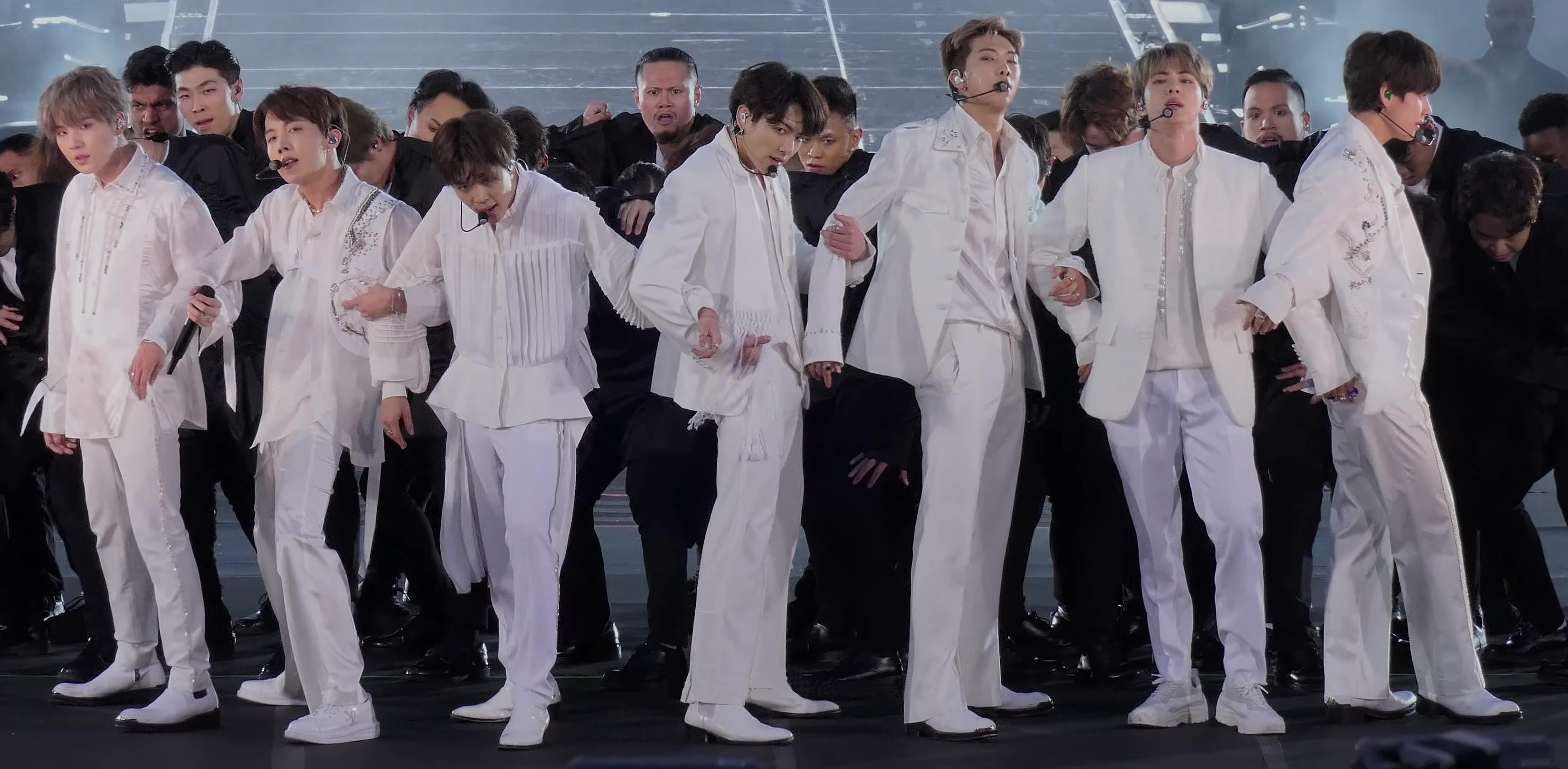
I BTS durante il tour Speak Yourself, 18 maggio 2019.

Dopo essersi aggiudicati per il terzo anno consecutivo il riconoscimento di Top Social Artist ai Billboard Music Award, oltre a quello di Top Duo/Group, il 4 maggio partirono per il tour mondiale negli stadi Love Yourself: Speak Yourself. Tutti gli spettacoli andarono sold out in due ore e furono raddoppiati in seguito alla forte domanda, e il settetto diventò il primo artista asiatico ad esibirsi e a fare il tutto esaurito allo stadio di Wembley. In seguito alla distribuzione del videogioco BTS World, pubblicarono la colonna sonora omonima il 28 giugno, mentre il 3 luglio uscì il decimo singolo giapponese Lights/Boy with Luv, che valse al gruppo la sua prima certificazione Million della RIAJ.
Il 18 ottobre fu resa disponibile una nuova versione, in collaborazione con Lauv, del brano Make It Right contenuto in Map of the Soul: Persona. Nel frattempo conclusero il tour con oltre 2 milioni di presenze e un incasso stimato di 240 miliardi di won, figurando alla posizione 45 nella classifica di Billboard Top Touring Artists del decennio, mentre alla terza in quella annuale. Il 24 novembre, la band venne premiata con tre riconoscimenti agli American Music Awards 2019. Presenziò poi ai Melon Music Award, diventando il primo artista a ricevere tutti i premi principali durante la stessa edizione di una cerimonia di fine anno, e ripeté il risultato sia agli Mnet Asian Music Award, durante i quali si aggiudicò il quarto Artista dell'anno consecutivo, sia ai Golden Disc Award. Nel corso dell'anno, i BTS furono gli artisti più venduti in patria, con 6 milioni di dischi fisici, e i settimi a livello globale, con Map of the Soul: Persona come terzo disco più venduto al mondo.

### 2020-2021:Map of the Soul: 7,Dynamite,BeeButter
A gennaio 2020 il singolo Black Swan anticipò il settimo album in studio Map of the Soul: 7, e il gruppo fu il primo artista coreano a calcare il palco dei Grammy Award, esibendosi alla 62ª edizione insieme a Lil Nas X e altri artisti con Old Town Road. Map of the Soul: 7 venne pubblicato il 21 febbraio, ricevendo ampi consensi dalla critica e classificandosi in prima posizione in più di venti Paesi, tra cui i cinque principali mercati musicali al mondo (Stati Uniti, Regno Unito, Giappone, Germania e Francia). In Corea sostituì il suo predecessore Map of the Soul: Persona come album più venduto di sempre, con più di 4 milioni di copie in nove giorni. Il singolo On che lo accompagnò esordì quarto sulla Billboard Hot 100: fu il loro primo ingresso in top 5 e il nuovo picco per un gruppo coreano. Ad aprile diventarono gli artisti più venduti in patria con oltre 20 milioni di dischi: furono i primi cantanti coreani a raggiungere tale cifra nella penisola.
Per promuovere Map of the Soul: 7 venne organizzato un tour mondiale da aprile a settembre, terminato il quale intendevano prendersi due anni e mezzo di pausa per svolgere il servizio militare: la pandemia di COVID-19, tuttavia, modificò i loro piani. Mentre il tour fu posticipato e infine cancellato, il 14 giugno venne trasmesso in diretta streaming il concerto Bang Bang Con The Live, che raggiunge 750 000 spettatori paganti con un guadagno di 20 milioni di dollari, il più grande concerto online di sempre fino a quel momento. Il 15 luglio uscì il quarto album giapponese Map of the Soul: 7 - The Journey.
Il 21 agosto venne distribuito il loro primo singolo in inglese, Dynamite, che divenne la loro prima numero uno negli Stati Uniti; contemporaneamente segnò anche la prima apparizione di un artista sudcoreano in vetta alla classifica e la seconda di un cantante asiatico dopo Ue o muite arukō di Kyū Sakamoto nel 1963. Il 2 ottobre, collaborarono con Jason Derulo ad un "BTS Remix" di Savage Love (Laxed - Siren Beat), sospingendo il singolo sulla vetta della Billboard Hot 100. Il 10 e l'11 ottobre organizzarono un concerto in diretta streaming, il Map of the Soul On:E, per 993.000 spettatori. Pubblicato il 20 novembre come apripista di Be, Life Goes On fu la loro terza numero uno sulla Billboard Hot 100 nell'arco di tre mesi e la prima canzone in coreano a raggiungere la cima della classifica; l'album fu simultaneamente in vetta alla Billboard 200. Il 24 novembre diventarono il primo gruppo della Corea del Sud a ricevere una candidatura ai Grammy Award, nella categoria Miglior performance pop di un duo o un gruppo per Dynamite. In seguito la IFPI li indicò come artista con le vendite mondiali più alte per il 2020; sia Map of the Soul: 7 che Be furono tra i dischi di maggior successo globale dell'anno, rispettivamente in prima e quarta posizione, e Dynamite apparve tra i brani musicali al 10º posto.

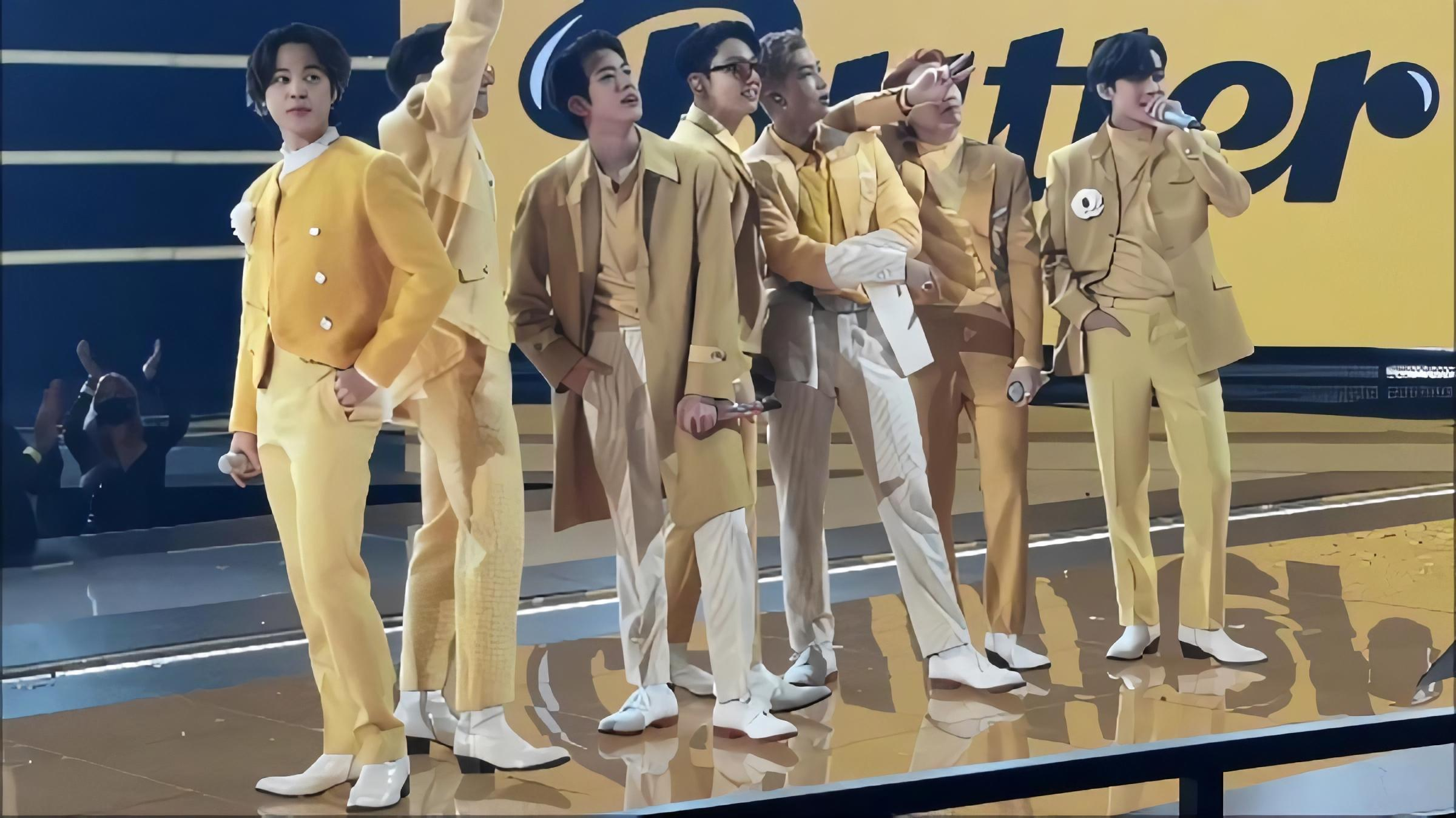
I BTS agli American Music Award, 21 novembre 2021.

Il 10 aprile 2021 entrarono per la prima volta nella Billboard Hot 100 con una canzone in giapponese, Film Out, estratta dalla raccolta BTS, the Best, in pubblicazione a giugno. Il 21 maggio uscì il loro secondo singolo in inglese Butter, che diventò il loro quarto titolo al primo posto negli Stati Uniti. Vi rimase per sette settimane consecutive, un record per un artista asiatico, prima di essere sostituito da Permission to Dance, il loro singolo successivo.
A fine settembre parteciparono alla 76ª assemblea generale delle Nazioni Unite e a diverse attività nel corso di una settimana di viaggio diplomatico negli Stati Uniti in qualità di inviati speciali del Presidente sudcoreano Moon Jae-in, dopodiché pubblicarono il singolo My Universe con i Coldplay. Il 24 ottobre inaugurarono una nuova serie di concerti, Permission to Dance On Stage, che li riportò per la prima volta davanti a un pubblico dal vivo dopo due anni. Durante la tappa nordamericana, parteciparono agli American Music Award, dove vennero scelti come artisti dell'anno. Si confermarono inoltre musicisti più venduti al mondo per il secondo anno consecutivo.

### 2022-oggi:Proof, servizio militare e rinnovo del contratto

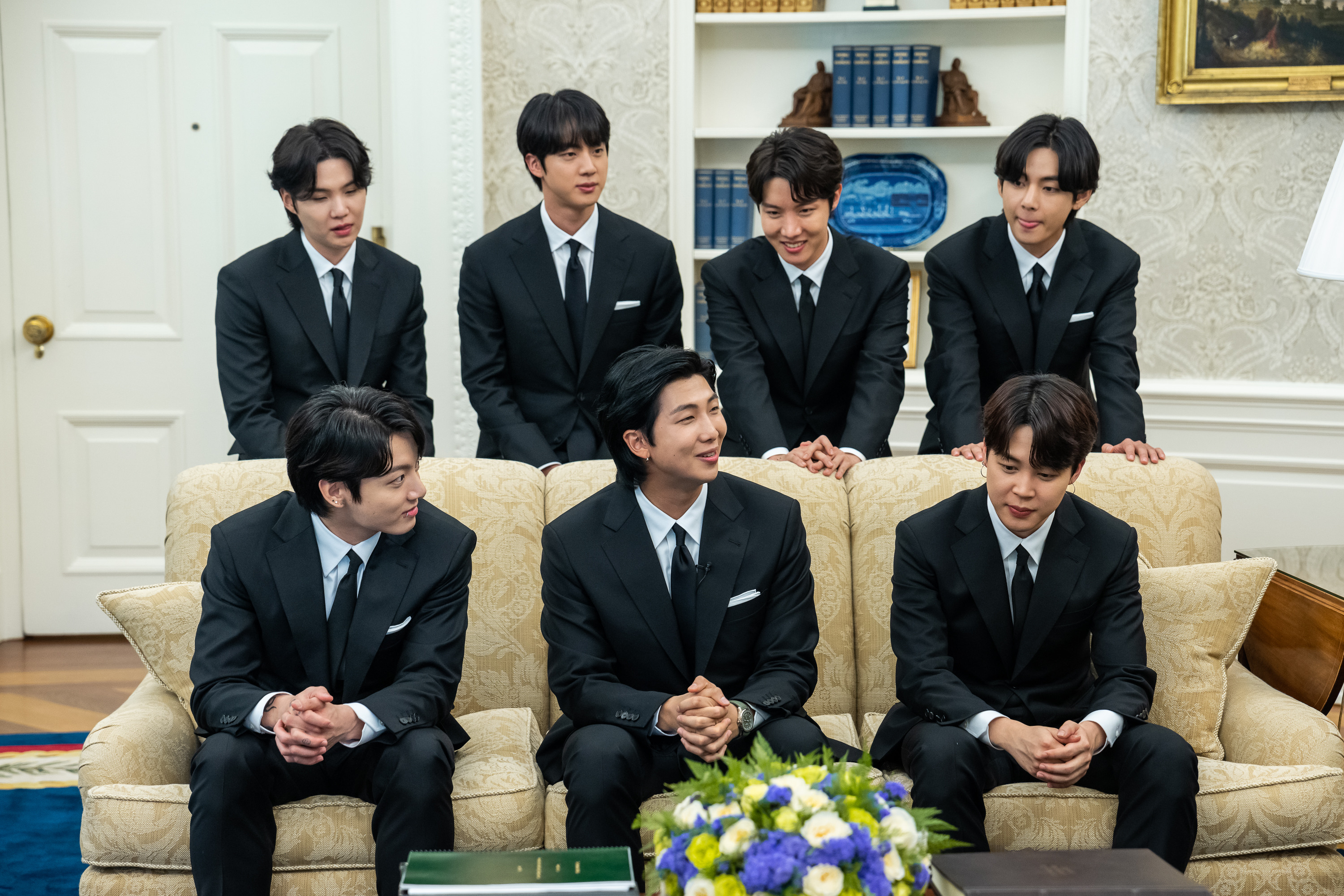
I BTS in visita alla Casa Bianca, 31 maggio 2022.

Il 31 maggio 2022 i BTS furono ricevuti dal Presidente degli Stati Uniti Joe Biden alla Casa Bianca per discutere sui crimini d'odio e di discriminazione contro gli asiatici, oltre che d'inclusione e diversità. Il 10 giugno uscì l'antologia Proof, in concomitanza con il videoclip del suo singolo apripista Yet to Come (The Most Beautiful Moment), mentre quattro giorni più tardi, durante i festeggiamenti per il loro nono anniversario, la band annunciò di volersi dedicare maggiormente alle rispettive carriere soliste e maturare come artisti al di fuori del gruppo. La Hybe chiarì in un comunicato che non si stavano sciogliendo né prendendo una pausa, ma avrebbero svolto parallelamente sia le attività soliste che quelle collettive. Le azioni della compagnia persero fino al 28% del loro valore di mercato nelle ore successive all'annuncio, bruciando 1,7 miliardi di dollari, e continuarono a oscillare nel corso dei mesi successivi a causa delle continue speculazioni di mercato sulle implicazioni che avrebbe avuto l'imminente servizio militare obbligatorio dei membri della band, da svolgersi per un periodo compreso tra i 18 e i 21 mesi entro il compimento dei 28 anni d'età. Bloomberg stimò che, nel caso si fossero arruolati, la Hybe avrebbe perso circa 10 miliardi di dollari in dieci anni, mentre l'economia sudcoreana circa 39 miliardi.
Il 17 ottobre 2022, due giorni dopo il loro concerto gratuito Yet to Come in Busan in qualità di promotori della candidatura di Busan a città ospite dell'Expo 2030, la Big Hit annunciò che Jin, il membro più anziano, aveva avviato le pratiche per iniziare la leva, e che gli altri membri si sarebbero arruolati sequenzialmente, con l'intenzione di riunirsi nel 2025. Entro dicembre 2023 stavano tutti prestando servizio attivo nell'esercito, tranne Suga, che lavorò come agente dei servizi sociali. Nel frattempo pubblicarono due singoli registrati prima della leva: The Planet, facente parte della colonna sonora del cartone animato Bastions, e Take Two per il loro decimo anniversario. Il 9 luglio 2024 uscì il libro di memorie Beyond the Story, mentre a settembre di quell'anno rinnovarono il contratto con Hybe e Big Hit Music per proseguire come gruppo dopo la leva, che completarono tra giugno 2024 e giugno 2025.

## Stile

### Fonti d'ispirazione
Tra le loro ispirazioni musicali vi sono i Seo Taiji and Boys, Nas, Eminem, Kanye West, Drake, Post Malone, Charlie Puth e il musicista Danger. In Hip Hop Lover (2014) hanno reso omaggio agli artisti che hanno influenzato le loro radici hip hop, citando, tra gli altri, Epik High, Jay-Z, Kendrick Lamar, Gang Starr, The Notorious B.I.G. e CL Smooth.
L'album Wings (2016) integra nei testi e nei contenuti audiovisivi pubblicati per promuoverlo le tematiche sulla crescita psicologica trattate dal romanzo di formazione Demian di Hermann Hesse; il videoclip del suo apripista Blood Sweat & Tears contiene un rimando a Così parlò Zarathustra di Friedrich Nietzsche, e quello di Spring Day (2017) alla novella Quelli che si allontanano da Omelas di Ursula K. Le Guin. La serie Love Yourself (2017-2018) è influenzata principalmente da L'arte di amare di Erich Fromm, mentre la canzone Magic Shop da Love Yourself: Tear (2018) è stata ispirata dal memoriale di James R. Doty La bottega di magia. La serie Map of the Soul (2019-2020) esplora gli aspetti della psiche teorizzati dallo psicoanalista Carl Gustav Jung spiegati da Murray Stein in Jung's Map of the Soul: An Introduction.

### Musica
«La gente dice che è impossibile essere un idol che fa musica hip hop. È questo che lo rende più divertente... Il nostro software è hip hop. Il nostro hardware è idol.»

— RM (2013)
I BTS collaborano alla scrittura di gran parte della propria discografia. Dalla loro formazione hanno sviluppato e conservato uno stile di "musica fusion" con l'hip hop come base musicale per via dei trascorsi di RM e Suga come rapper underground prima di debuttare, e del loro produttore principale Pdogg. I primi album della loro carriera seguono le strutture tradizionali dell'hip hop, con una traccia intro, uno skit e un outro, contengono pezzi nei dialetti regionali coreani e una serie di cypher. Le esibizioni sul palco aderiscono invece all'immagine e allo stile degli idol per raggiungere un pubblico più ampio, e le forme di danza che praticano comunemente sono jazz, street, urban contemporary e hip hop.
Piuttosto che restare fedeli ad un solo genere specifico, hanno introdotto nuovi elementi nel loro repertorio musicale con ogni disco, bilanciando sound occidentali e coreani, e li hanno utilizzati come mezzi effettivi per presentare i loro messaggi ed esprimere il significato dei testi. Il sound iniziale ascoltabile nella "trilogia scolastica" (2013-2014) è stato influenzato dall'old school hip hop degli anni 1980 e 1990, e ha incorporato R&B e rock in Skool Luv Affair e Dark & Wild (2014). Con la serie The Most Beautiful Moment in Life (2015-2016) la musica è diventata più melodica, presentando bassi profondi ed electronic dance music, ai quali sono stati aggiunti moombahton e neo soul in Wings (2016) e You Never Walk Alone (2017), future bass, pop latino e jazz hip hop in Love Yourself (2017-2018), emo rap, rap-rock, afro pop, nu-disco, funk, trap e pop-rap in Map of the Soul (2019-2020).

### Testi e tematiche
Il gruppo scrive il 90% dei propri testi. I dischi hanno argomenti ricorrenti che seguono la crescita e l'evoluzione nel modo di pensare dei membri della band e che si collocano sotto la tematica onnicomprensiva della "riflessione sulla gioventù", esplorandone la realtà come qualcosa di contemporaneamente meraviglioso, angosciante e difficile. Il critico musicale Kim Young-dae ha descritto la loro musica come dotata di "un particolare sentimento di vulnerabilità e intensità emotiva", che "induce nostalgia ed evoca istinti protettivi, tristezza e lamento negli ascoltatori. È triste, ma non così avvilente". Gli album sono spesso raccolti in serie, decisione nata dall'impossibilità di trattare esaustivamente un argomento in un solo disco. La "trilogia scolastica" (2013-2014) ha esplorato "i problemi e le ansie dei giovani in età scolastica", la serie The Most Beautiful Moment in Life (2015-2016) ha affrontato la salute mentale e il desiderio di appartenere alla società, mentre Wings (2016) si è focalizzato sulla maturità e le tentazioni dei giovani. La serie Love Yourself (2017-2018) ha illustrato le preoccupazioni della gioventù ferita, l'eccitazione dell'amore, il dolore della separazione e la necessità dell'amor proprio, mentre con Map of the Soul: Persona hanno iniziato una riflessione sulla propria identità personale.
I BTS bilanciano due identità tradizionalmente contraddittorie, quelle di artista hip hop e di idol, differenziandosi in tal modo dalle altre boy band K-pop: i loro testi contengono commenti sociali e criticano spesso la società coreana, una caratteristica tipica dell'old school hip hop che il gruppo conserva dal debutto, pur avendo modificato il proprio sound negli anni. Suga ha commentato che "non è un album dei BTS se non c'è una traccia che contesta la società". Canzoni quali No More Dream e N.O (2013) sono state motivate dalla loro esperienza con l'enfasi posta dalla Corea sull'educazione e hanno richiesto un cambiamento al sistema scolastico e alle aspettative sociali. Dope e Silver Spoon (2015) menzionano la disparità generazionale e la rinuncia dei millennial a relazioni, occupazioni adeguate e vita sociale per via delle difficoltà economiche mentre subiscono le critiche dei media e delle generazioni più anziane. Am I Wrong (2016) contesta l'apatia verso lo stato degli eventi, con la frase "Siamo tutti cani e porci / siamo diventati cani perché siamo arrabbiati" che rimanda a un'affermazione fatta nel 2016 dal parlamentare Na Hyang-wook, secondo cui in Corea del Sud erano necessarie delle caste perché il 99% del popolo era formato da "cani e porci". Le difficoltà personali di RM e Suga con la salute mentale hanno ispirato Tomorrow (2014) e Intro: The Most Beautiful Moment in Life (2015). Not Today (2017) è un inno contro l'ordine costituito, con messaggi di sostegno alle minoranze, mentre è stato teorizzato che Spring Day (2017) sia stata creata in memoria delle vittime del naufragio del Sewol.
Sin dalla loro formazione, i BTS sono convinti che parlare delle loro storie sia il modo migliore per far sì che i giovani si ritrovino nella loro musica, e si sono distanziati dai concept predeterminati utilizzati tipicamente nella musica degli idol per scrivere canzoni più personali basate sulle proprie esperienze e sui sentimenti dei fan. Suga ha spiegato al Time che il gruppo aveva "iniziato a raccontare le storie che la gente voleva sentire e che era pronta a sentire, storie che gli altri non potevano o non volevano raccontare. Dicevamo quello che le altre persone stavano provando – come dolore, ansie e preoccupazioni. Quello era il nostro obiettivo, creare quest'empatia nella quale si potessero riconoscere". RM ha raccontato a Entertainment Weekly che il gruppo cerca di non suonare come se stia predicando o rimproverando le persone nelle proprie canzoni, dato che ognuno ha vite e destini diversi.
I BTS sono stati definiti "la coscienza sociale del K-pop" da Jeff Benjamin di Fuse, per aver trovato "un modo per parlare onestamente di argomenti che ritengono importanti, anche in una società conservatrice", e aver esplorato temi che la maggior parte degli artisti K-pop sceglie di evitare. Il presidente sudcoreano Moon Jae-in ha riconosciuto nella sincerità e nell'inclusione della diversità le chiavi del successo dei BTS, scrivendo che "ciascuno dei sette membri canta in modo fedele a se stesso e alla vita che vuole vivere. Le loro melodie e i loro testi trascendono i confini, le lingue, la cultura e le istituzioni regionali".

### Video musicali e BTS Universe

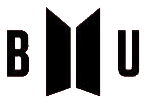
Logo del BTS Universe.

I video dei BTS sono considerati un elemento cruciale dell'arte del gruppo, poiché espandono il significato e il messaggio delle loro canzoni. Essi presentano alcune immagini ricorrenti che li collegano l'uno all'altro, come la polizia, il fuoco o la folla, che, in base al contesto, possono essere interpretati come simboli di resistenza contro l'ordine costituito, di rinascita o di ascesa dopo la distruzione delle gerarchie. Nel video musicale di Blood Sweat & Tears sono state utilizzate opere d'arte come la Pietà di Michelangelo, Il lamento per Icaro di Herbert James Draper, Caduta di Icaro e Caduta degli angeli ribelli di Bruegel per rappresentare visivamente emozioni come la paura o il pericolo, la tentazione e il caos.
Nel 2015, con l'uscita del videoclip di I Need U, è iniziata la creazione di una realtà alternativa nota come BTS Universe (o anche come Bangtan Universe o BU), che racconta la storia dei componenti dei BTS in un universo parallelo, rappresentando le loro ansie e incertezze nei confronti del futuro, con Jin che viaggia ripetutamente nel tempo cercando di salvare gli altri da destini angoscianti. L'universo ha come tematiche principali la ricerca dell'identità, l'amicizia e la salute mentale, discutendo di ospedalizzazione, suicidio, autolesionismo, traumi e abusi, ma anche di guarigione, recupero e supporto. La narrazione intreccia alcuni tra i video musicali, i teaser e i cortometraggi usciti successivamente, ed è seguita approfonditamente nel webtoon Save Me, nella saga letteraria The Notes, negli omonimi libretti contenuti negli album, nel videogioco BTS Universe e nel drama Begins ≠ Youth. Mariejo Ramos del The Inquirer ha scritto che "nessun altro artista ha mischiato con successo la tecnica letteraria stessa alla musica pop ad un tale livello" dopo Lemonade di Beyoncé e Sgt. Pepper's Lonely Hearts Club Band dei Beatles. I BTS hanno usato l'universo alternativo e racconti come Quelli che si allontanano da Omelas di Ursula K. Le Guin come cornice ai propri album e ausilio per mostrare il loro stile musicale. La mescolanza delle due cose, unita al fatto che la storia venga rivelata senza seguire una cronologia coerente, ha creato un ambiente interattivo per i fan, che costruiscono teorie ogniqualvolta esca del nuovo materiale o vengano forniti indizi inediti.

## Influenza culturale
I BTS sono stati descritti da Forbes come "indubbiamente il nome K-pop più grande e di maggior successo al mondo", in grado di "fare cose che non riescono a nessun altro dello stesso genere". Pionieri di un'ondata di contenuti culturali coreani nel continente anglo-americano, hanno incrementato la consapevolezza verso il K-pop e facilitato l'ingresso della musica del loro Paese nel mercato statunitense. Il vicepresidente anziano di Billboard Silvio Pietroluongo li ha definiti influenti quanto Beatles e Monkees, e nel 2019 il New York Post li ha inseriti nella top 10 delle boy band più importanti di sempre. Primi musicisti non anglofoni a entrare nella Global Artist Chart della IFPI, nel 2020 sono stati l'artista con il maggior numero di vendite mondiali. Il loro successo sul mercato pop globale ha dato il via ad una nuova tendenza tra i gruppi coreani, con un numero crescente di idol che hanno iniziato a produrre la propria musica e a presentare messaggi più autentici. Nel 2020 hanno ricevuto l'Innovator Award dal Wall Street Journal per il loro contributo in campo musicale.
Citati tra i principali fautori della diffusione della cultura e della lingua coreane nel mondo, nel 2018 gli è stato assegnato l'Ordine al merito culturale dal governo della Corea del Sud. Hanno inoltre contribuito a rivitalizzare l'economia del Paese, concorrendo indirettamente per oltre 5,5 bilioni di won (lo 0,3%) al PIL annuale grazie a concerti e contratti di endorsement.
I BTS hanno generato una frenesia sociale globale che è stata equiparata alla Beatlemania, con i loro fan, gli ARMY (아미?, AmiLR, acronimo di Adorable Representative M.C for Youth, lett. "adorabili rappresentanti portavoce della gioventù"), che hanno attirato l'attenzione di media e pubblico per la loro estrema coesione e passione. Oltre a consumare i contenuti prodotti dal gruppo, il fandom si è evoluto in una comunità transnazionale che realizza e diffonde nel mondo i messaggi contenuti nella musica del settetto, ragione per la quale è diventato oggetto di studi accademici.

## Formazione
- RM – leader, rap (2013-presente)
- Jin – voce (2013-presente)
- Suga – rap (2013-presente)
- J-Hope – rap (2013-presente)
- Jimin – voce (2013-presente)
- V – voce (2013-presente)
- Jung Kook – voce (2013-presente)

## Discografia

### Album in studio
- 2014 – Dark & Wild
- 2014 – Wake Up
- 2016 – Youth
- 2016 – Wings
- 2018 – Face Yourself
- 2018 – Love Yourself: Tear
- 2020 – Map of the Soul: 7
- 2020 – Map of the Soul: 7 - The Journey
- 2020 – Be

### Album dal vivo
- 2025 – Permission to Dance On Stage - Live

### Raccolte
- 2014 – 2 Cool 4 Skool/O!RUL8,2?
- 2016 – The Most Beautiful Moment in Life: Young Forever
- 2017 – The Best of BTS
- 2018 – Love Yourself: Answer
- 2021 – BTS, the Best
- 2022 – Proof

## Filmografia

### Cinema
- Burn the Stage: The Movie (번 더 스테이지: 더 무비?, Beon deo seute-iji: Deo mubiLR), regia di Park Jun-soo (2018)
- BTS World Tour: Love Yourself in Seoul (러브 유어셀프 인 서울?, Reobeu yu-eoselpeu in Seo-ulLR) (2019)
- Bring the Soul: The Movie (브링 더 소울: 더 무비?, Beuring deo so-ul: Deo mubiLR), regia di Park Jun-soo (2019)
- Break the Silence: The Movie (브레이크 더 사일런스: 더 무비?, Beure-ikeu deo sa-illeonseu: Deo mubiLR), regia di Park Jun-soo (2020)
- BTS: Permission to Dance On Stage - LA, regia di Sam Wrench e Park Jun-soo (2022)
- BTS: Yet to Come in Cinemas (방탄소년단: 옛 투 컴 인 시네마?, Bangtan Sonyeondan: Yet tu keom in sinemaLR), regia di Yoon Dong-ho (2023)

### Programmi TV
- Sin-in-wang Bangtan Sonyeondan: Channel Bangtan (신인왕 방탄소년단 - 채널방탄?) – reality, 8 episodi (2013)[271]
- BTS China Job (BTS防彈少年團China JobS) – reality, 3 episodi (2014)[272]
- Bangtan Sonyeondan-ui American Hustle Life (방탄소년단의 아메리칸 허슬 라이프?) – reality, 8 episodi (2014)
- Go! – reality, episodio 7 (2014)[273]
- Run BTS (달려라 방탄?, Dallyeora BangtanLR) – varietà (2015-2023)
- Bangtan Sonyeondan-ui Bokbulbok (방탄소년단의 복불복?) – varietà, 5 episodi (2015)[274]
- Bangtan ga-yo (방탄가요?) – varietà, 15 episodi (2015-2017)[275]
- BTS Bon Voyage (BTS 본보야지?, BTS bon bo-yajiLR) – reality, 32 episodi (2016-2019)
- Bangtan Sonyeondan: Burn the Stage (방탄소년단: 번 더 스테이지?) – reality, 8 episodi (2018)[276]
- Bring the Soul: Docu-series (브링 더 소울: 다큐시리즈?, Beuring deo so-ul: DakyusirijeuLR) – reality, 6 episodi (2019)[277]
- Learn Korean with BTS – webserie, 30 episodi (2020)[278]
- Break the Silence: Docu-series (브레이크 더 사일런스: 다큐시리즈?, Beure-ikeu deo sa-illeonseu: DakyusirijeuLR) – reality, 7 episodi (2020)[279]
- BTS In the Soop (인더숲 BTS편?, Indeosup BTSpyeonLR) – reality, 13 episodi (2020-2021)
- Let's BTS – talk show (2021)[280]
- Friends: The Reunion, regia di Ben Winston – special TV (2021)
- BTS Monuments: Beyond the Star – reality, 8 episodi (2023-2024)

## Opere letterarie
- Kang Myeong-seok e BTS, Beyond the Story. Il racconto di 10 anni di BTS, collana Chrysalide, traduzione di Simona Alias, Lea Giulia Elia e Giuliana Parziale, Arnoldo Mondadori Editore, 2023,  p. 568, ISBN 9788804780014.

## Tournée
- 2014/15 – The Red Bullet Tour
- 2015 – Wake Up: Open Your Eyes Japan Tour
- 2015/16 – The Most Beautiful Moment in Life On Stage Tour
- 2017 – The Wings Tour
- 2018/19 – Love Yourself World Tour
- 2021/22 – Permission to Dance On Stage

## Riconoscimenti

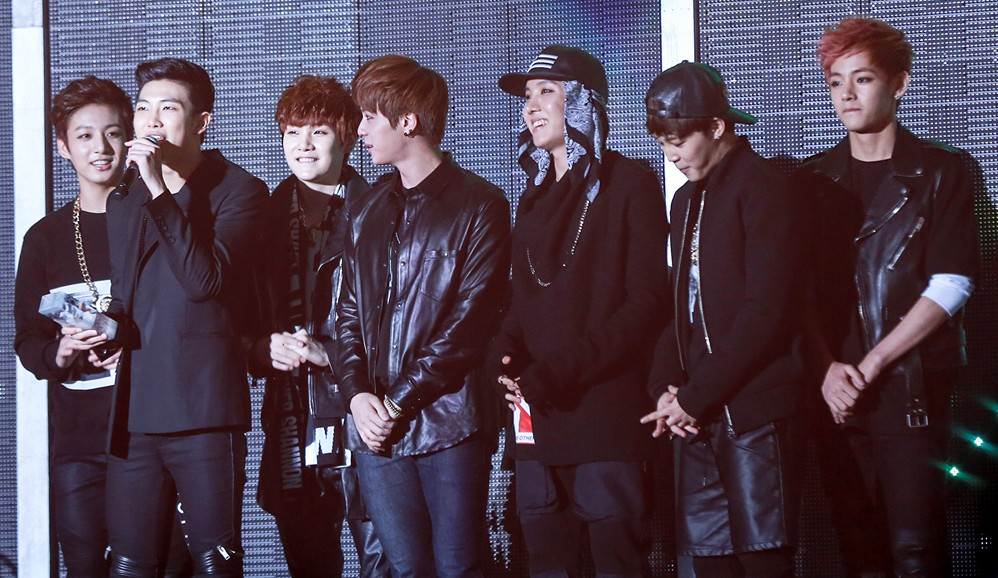
I BTS vincono il loro primo riconoscimento ai Melon Music Award, 14 novembre 2013.

I BTS detengono diversi Guinness dei primati e hanno ricevuto numerosi riconoscimenti, tra cui 52 MAMA Award, 40 Melon Music Award, 32 Circle Chart Music Award, 31 Golden Disc Award, 28 Seoul Music Award, 12 Billboard Music Awards, 10 MTV Video Music Awards, 9 American Music Award e 7 Korean Music Award.